# Marakkanam
Marakkanam är en ort i Indien.   Den ligger i distriktet Villupuram och delstaten Tamil Nadu, i den södra delen av landet, 1 900 km söder om huvudstaden New Delhi. Marakkanam ligger 13 meter över havet och antalet invånare är 19 734.
Terrängen runt Marakkanam är mycket platt. Havet är nära Marakkanam åt sydost.  Marakkanam är det största samhället i trakten. Omgivningarna runt Marakkanam är en mosaik av jordbruksmark och naturlig växtlighet.